# NGC 1819
NGC 1819 ist eine Linsenförmige Galaxie mit hoher Sternentstehungsrate vom Hubble-Typ SB0 im Sternbild Orion am Nordsternhimmel. Sie ist schätzungsweise 197 Millionen Lichtjahre von der Milchstraße entfernt und hat einen Durchmesser von etwa 75.000 Lichtjahren. Gemeinsam mit vier weiteren Galaxien bildet sie die NGC 1819-Gruppe oder LGG 130.
Die Typ-Ia-Supernova SN 2005el wurde hier beobachtet.
Das Objekt wurde am 26. Dezember 1885 von Lewis Swift entdeckt.

## NGC 1819-Gruppe (LGG 130)
| Galaxie   | Alternativname | Entfernung/Mio. Lj |
| --------- | -------------- | ------------------ |
| NGC 1819  | PGC 16899      | 197                |
| IC 412    | PGC 17180      | 189                |
| IC 413    | PGC 17181      | 190                |
| PGC 17156 | UGC 3294       | 182                |
| PGC 17164 | UGC 3296       | 187                |